# SNVI 100 V8
 (juin 2018).
SNVI 100 V8 est un autobus construit par le constructeur algérien SNVI. SNVI 100 V8 est un autobus interurbain de transport de personnes d'une capacité de 100 places.

## Les différentes versions du SNVI 100 V8
- SNVI 100 V8 Autobus urbain 100 Passagers
- SNVI 100 V8 Télécentre mobile
- SNVI 100 V8 Autobus navette aéroport